# Specialized Racing
Specialized Racing is een mountainbikewielerploeg uit de Verenigde Staten opgericht in 1996.
Het team fungeert als testteam voor fietsenfabrikant Specialized.

## Renners

### 2022
| Naam                 | Geboortedatum | Nationaliteit    | Bij ploeg sinds |
| -------------------- | ------------- | ---------------- | --------------- |
| Haley Batten         | 19-09-1998    | Verenigde Staten | 2020            |
| Christopher Blevins  | 14-03-1998    | Verenigde Staten | 2018            |
| Sina Frei            | 18-07-1997    | Zwitserland      | 2021            |
| Gerhard Kerschbaumer | 19-07-1991    | Italië           | 2021            |
| Jordan Sarrou        | 09-12-1992    | Frankrijk        | 2021            |
| Laura Stigger        | 25-09-2000    | Oostenrijk       | 2021            |